# Berihu Aregawi
Berihu Aregawi (en amárico: በሪሁ አረጋዊ; 28 de febrero de 2001) es un deportista etíope que compite en atletismo, especialista en las carreras de fondo y de campo a través.
Participó en dos Juegos Olímpicos de Verano, obteniendo una medalla de plata en París 2024, en la prueba de 10 000 m, y el cuarto lugar en Tokio 2020, en la misma prueba.
Ganó una medalla de plata en el Campeonato Mundial de Atletismo en Pista Cubierta de 2025 y cuatro medallas en el Campeonato Mundial de Campo a Través, en los años 2023 y 2024.

## Palmarés internacional
| Juegos Olímpicos                     | Juegos Olímpicos | Juegos Olímpicos | Juegos Olímpicos |
| Año                                  | Lugar            | Medalla          | Prueba           |
| ------------------------------------ | ---------------- | ---------------- | ---------------- |
| 2024                                 | París (Francia)  | Medalla de plata | 10 000 m         |
| Campeonato Mundial en Pista Cubierta |                  |                  |                  |
| Año                                  | Lugar            | Medalla          | Prueba           |
| 2025                                 | Nankín (China)   | Medalla de plata | 3000 m           |

| Campeonato Mundial | Campeonato Mundial   | Campeonato Mundial | Campeonato Mundial |
| Año                | Lugar                | Medalla            | Prueba             |
| ------------------ | -------------------- | ------------------ | ------------------ |
| 2023               | Bathurst (Australia) | Medalla de plata   | Individual         |
| 2023               | Bathurst (Australia) | Medalla de plata   | Equipo             |
| 2024               | Belgrado (Serbia)    | Medalla de plata   | Individual         |
| 2024               | Belgrado (Serbia)    | Medalla de bronce  | Equipo             |